# Sarah Snooková
Sarah Ruth Snooková (nepřechýleně Snook, * 1. prosince 1987, Adelaide) je australská herečka. Známou se stala díky hlavní roli Shiv Royové v satirickém seriálu Boj o moc (2018–2023), za kterou získala uznání kritiky. Obdržela několik cen včetně ceny Emmy, dvou Zlatých glóbů a dvou Critics' Choice Television Award.
Objevila se ve filmech jako Not Suitable for Children (2012), These Final Hours (2013), Predestination (2014), Švadlena (2015), Steve Jobs (2015), Skleněný zámek (2017) a Střípky ženy (2020). Za hlavní role ve filmech Sestry války (2010) a Predestination (2014) získala dvě ceny AACTA Awards.

## Mládí
Sarah Ruth Snooková se narodila 1. prosince 1987 v Adelaide v Jižní Austrálii a vyrůstala na předměstí Eden Hills. Má dvě starší sestry. Její otec, prodavač bazénů, a matka, pečovatelka o seniory, se rozvedli, když byla malá. Navštěvovala gymnázium v Adelaide a získala dramatické stipendium. Její první placenou prací byla práce víly na dětských narozeninových oslavách.
V roce 2008 absolvovala Národní institut dramatických umění (NIDA) v Sydney.

## Osobní život
V roce 2020 začala chodit s australským komikem Davem Lawsonem. Vzali se v roce 2021 na zahradě Snookovej domu v Brooklynu. V roce 2023 oznámili, že spolu čekají první dítě.

## Filmografie

### Film
| Rok  | Název                     | Role                     | Poznámka                 |
| ---- | ------------------------- | ------------------------ | ------------------------ |
| 2010 | Crystal Jam               | Crystal                  | krátký film              |
| 2011 | The Best Man              | Isla                     | krátký film              |
| 2011 | Šípková Růženka           | Flatmate                 |                          |
| 2012 | Not Suitable for Children | Stevie                   |                          |
| 2013 | The Final Hours           | Mandyina matka           |                          |
| 2014 | Predestination            | Jane/John                |                          |
| 2014 | Jessabelle                | Jessie Laurent           |                          |
| 2015 | Švadlena                  | Gertrude „Trudy“ Pratt   |                          |
| 2015 | Oddball a tučňáci         | Emily Marsh              |                          |
| 2015 | V mužském objetí          | Pepe Trevor              |                          |
| 2015 | Steve Jobs                | Andrea „Andy“ Cunningham |                          |
| 2017 | Skleněný zámek            | Lori Walls               |                          |
| 2018 | Winchester: Sídlo démonů  | Marian Marriott          |                          |
| 2018 | Brothers' Nest            | Sandy                    |                          |
| 2020 | Americká nakládačka       | Sarah Greenbaum          |                          |
| 2020 | Střípky ženy              | Suzanne                  |                          |
| 2023 | Run Rabbit Run            | Sarah                    | také výkonná producentka |
| 2023 | The Beanie Bubble         | Sheila Warner            | postprodukce             |

### Televize
| Rok       | Název                 | Role                          | Poznámky                                                     |
| --------- | --------------------- | ----------------------------- | ------------------------------------------------------------ |
| 2009      | All Saints            | Sophie                        | díl: „Curve Balls“                                           |
| 2010      | Sestry války          | Lorna Whyte                   | TV film                                                      |
| 2011      | Packed to the Rafters | Jodi Webb                     | 2 díly                                                       |
| 2011      | Blood Brothers        | Debbie Franklin               | TV film                                                      |
| 2011      | My Place              | Minna Muller                  | díl: „Henry 1878“                                            |
| 2011      | Spirited              | Antonia                       | 10 dílů                                                      |
| 2013      | Redfern Now           | Sarah Donaldson               | díl: „Dogs of War“                                           |
| 2014      | Moodyovi              | Louise                        | díl: „Happy Anniversary Kevin & Maree“                       |
| 2015      | The Secret River      | Sal Thornhill                 | hlavní role; 2 díly                                          |
| 2015      | The Beautiful Lie     | Anna                          | hlavní role; 6 dílů                                          |
| 2016      | Černé zrcadlo         | Medina                        | díl: „Muži pod palbou“                                       |
| 2018–2023 | Boj o moc             | Siobhan „Shiv“ Roy            | hlavní role; 39 dílů                                         |
| 2019      | Robot Chicken         | Rose the Horse / Midge (hlas) | díl: „Snoopy Camino Lindo in: Quick and Dirty Squirrel Shot“ |
| 2020      | Soulmates             | Nikki                         | díl: „Watershed“                                             |
| 2023      | Koala Man             | Vicky (hlas)                  | hlavní role                                                  |